# Nabil Elaraby
Nabil Abdallah Elaraby (în arabă نبيل العربي, n. 15 martie 1935, Cairo, Egipt – d. 26 august 2024) a fost un diplomat egiptean, care a îndeplinit funcția de secretar general al Ligii Arabe între iulie 2011 - iulie 2016. I-a succedat în această funcție Ahmed Aboul Gheit. 
Între lunile martie - iunie 2011 a fost ministrul de externe al Egiptului în cabinetul condus de Essam Sharaf. 

## Biografie
Elaraby s-a născut în 1935. 
În 1955 a terminat studiile de drept la Universitatea din Cairo. În 1969 a devenit master in drept, iar în 1971 doctor în științe juridice la facultatea de drept a Universității New York.  
Elaraby a fost partener la Biroul Zaki Hashem & Partners din Cairo, specializat în negocieri și arbitraje.
Între 1976-1978 și iarăși, între 1983-1987 a fost consilier juridic și director la secția juridică și de tratate a Ministerului egiptean de externe, apoi în anii 1981-1983 a fost ambasador al țării sale în India. 
Elaraby a fost în 1978 consilier juridic al delegatiei Egiptului la conferința de pace de la Camp David pentru pace în Orientul Mijlociu. Între 1985-1989 a condus delegația Egiptului la negocierile de la Taba și între 1986-1988 a fost delegat al guvernului egiptean la tribunalul de arbitraj în disputa cu Israelul asupra teritoriului Taba.
În anii 2008-2011 Elaraby a condus centrul internațional regional de arbitraj de la Cairo și a fost consilier juridic al guvernului Sudanului în negocierile cu insurgentii asupra statutului orașului Abyei.În timpul tulburărilor din Egipt de după 2011 el a participat la tratativele dintre opoziție și guvernul egiptean. 